# ТЕС Пайра
ТЕС Пайра – теплова електростанція у Бангладеш, розташована в південній частині дельти Гангу на правому березі річки Галачіпа. Друга вугільна електростанція в історії країни (після ТЕС Барапукурія).
До 2010-х років електроенергетика Бангладеш базувалась на використанні природного газу та нафтопродуктів. Втім, у певний момент стрімке зростання попиту на тлі здорожчання вуглеводневого палива призвела до появи численних проектів вугільних електростанцій, однією з яких стала ТЕС Пайра від компанії Bangladesh China Power Company (BCPCL) – спільного підприємства на паритетних засадах китайської державної China National Machinery Import and Export (CMC) та бангладеської державної North-West Power Generation Company (NWPGCL).
У 2020 році на майданчику станції стала до ладу перша черга із двох однотипних конденсаційних енергоблоків потужністю по 660 МВт, які працюють за технологією ультрасуперкритичних параметрів пари. 
Для охолодження використовують воду із річки Андхаманік.
Необхідне для проекту вугілля в обсягах 4,5 млн тон на рік збираються імпортувати з Індонезії. Планується, що вуглевози завантажуватимуться на Калімантані та прибуватимуть до Андаманських островів, де відбуватиметься перевалка вугілля на менші судна дедвейтом 8 тисяч тон, спроможні досягнути причалу станції (останній розрахований на одночасне обслуговування трьох таких суден).
Для видалення продуктів згоряння черга має димар заввишки 275 метрів.
Видача продукції відбувається по ЛЕП, розрахованій на роботу під напругою 400 кВ.
Друга черга станції, яка також повинна мати два блоки потужністю по 660 МВт, станом на кінець 2020 року мала готовність біля 20%. Її введення в експлуатацію заплановане на кінець 2023-го.